# Caproni Ca.8
Dimensions
Le Caproni Ca.8, huitième aéronef conçu et construit par le pionnier de l'aviation italien Gianni Caproni est le premier monoplan de la série d'avions Caproni.
C'était en fait le premier monoplan entièrement conçu et construit en Italie, après la série de biplans (de Ca.1 à Ca.7) que Caproni avait élaboré entre 1910 et la première moitié de 1911.
Fortement influencé par les caractéristiques du fameux Blériot XI avec lequel Louis Blériot avait effectué la première traversée de la Manche en 1909, le Ca.8 effectua son premier vol à Vizzola Ticino le 13 juin 1911.

## Histoire
Gianni Caproni avait commencé à tester ses premiers biplans à la fin du printemps 1910, dans la zone de lande adjacente à la ferme Malpensa, où un hangar improvisé avait été érigé qui servait également d'atelier.
Cependant, après les vols des trois premiers avions (Ca.1, Ca.2 et Ca.3), l'Armée du génie qui possédait ces terres a décidé d'y construire des ateliers militaires et Caproni a été contraint de chercher un nouvel emplacement pour ses activités.
Pendant ce temps, dans les premiers mois de 1911, en entrant en contact avec l'ingénieur bergamasque Agostino De Agostini et en acceptant de collaborer avec lui à la fondation d'une entreprise aéronautique entièrement italienne (appelée Ingegneri Caproni e Agostini Aviazione), Caproni a pu réunir le capital dont il avait besoin pour poursuivre ses expériences et étendre leur échelle.
Le problème du lieu d'implantation du nouvel atelier, avec hangar attenant et terrain d'aviation, fut résolu auparavant grâce à la collaboration d'un pilote de Renate, Gherardo Baragiola. Comme celui-ci possédait un monoplan français Blériot XI, il avait déjà construit un petit hangar (10 × 12 m) et une clairière proche était utilisable comme piste de décollage et d'atterrissage à Vizzola Ticino. Caproni a pu sans difficulté s'entendre avec Baragiola pour partager ces structures et ils sont devenus ensuite des amis.
À partir de la mi-1911, Caproni s'est concentré exclusivement sur les monoplans (monoplaces et biplaces) et les avions de ce type sont les plus caractéristiques de la période passée à Vizzola Ticino.

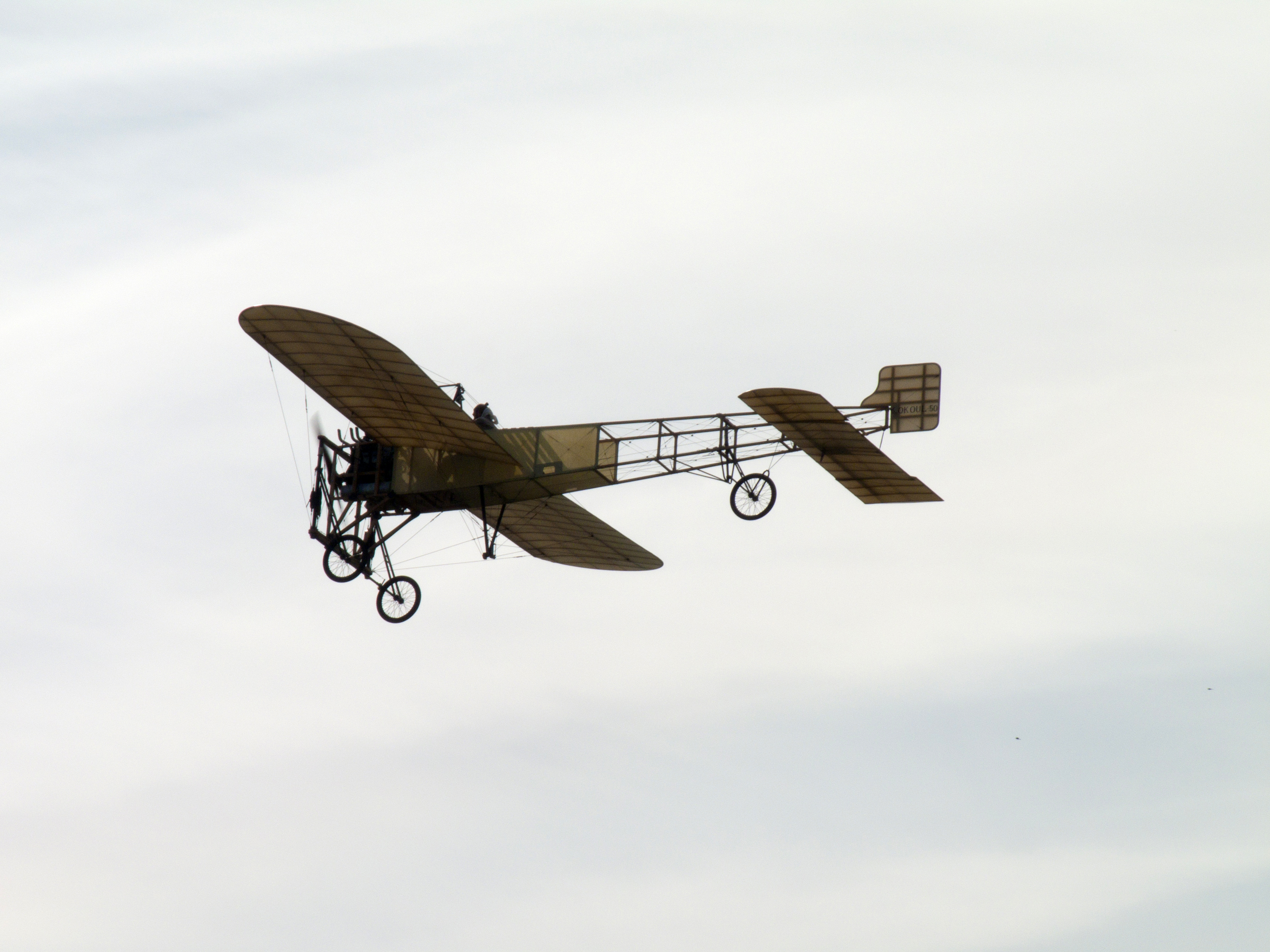
Le Blériot XI, dont Caproni avait étudié de près un exemplaire, a considérablement influencé la conception du Ca.8 et des monoplans ultérieurs qu'il a conçu.

## Description
Le choix de Caproni (et d'autres concepteurs contemporains) de s'orienter vers des avions de type monoplan a été largement influencé par le succès du Blériot XI avec lequel, le 25 juillet 1909, le Français Louis Blériot avait réalisé la première traversée de la Manche,. En effet, la configuration monoplan assurait un meilleur aérodynamisme et une plus grande simplicité de construction que celle du biplan.
Le Caproni Ca.8 (ainsi désigné dans la nomenclature adoptée par Caproni a posteriori, dans les années 1920, et connu des contemporains comme le Caproni monoplano 25 cv ou, par souci de concision, comme Cm 1), fut le premier de la série des monoplans.
Le Ca.8 était un avion monomoteur léger, monoplace, avec une aile en position mi-haute et des ailerons de queue. Le fuselage était constitué d'un treillis en bois, renforcé par des tirants et par des ferrures métalliques. Sa partie avant, entre le moteur et le bord de fuite de l'aile, était recouverte de toile, tandis que le reste était découvert.

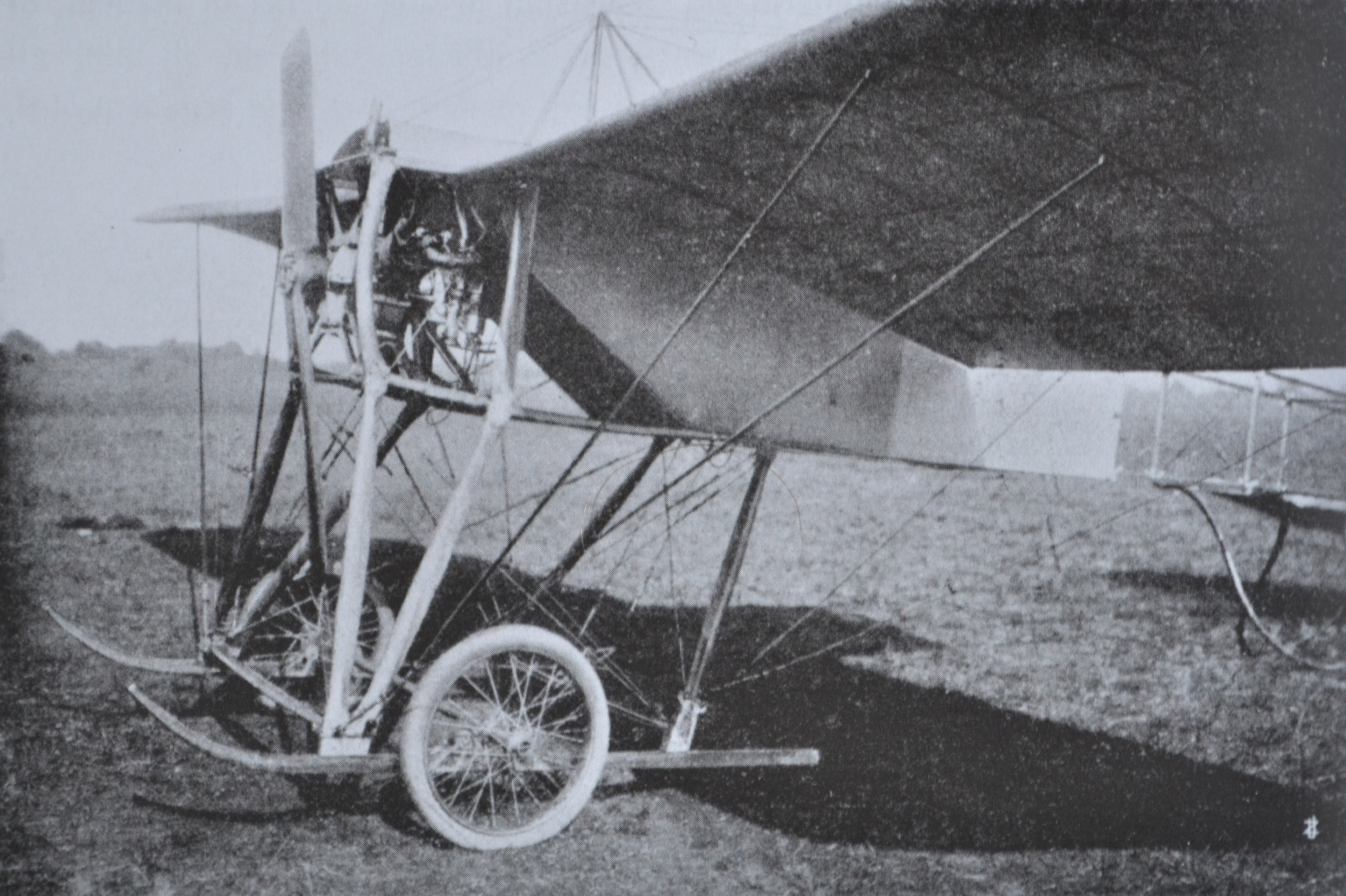
Vue latérale de l'avant du Caproni Ca.8.

L'aile, dotée d'un angle de dièdre appréciable, avait quant à elle une structure en bois entoilée. Elle ne possédait pas d'ailerons et le contrôle du roulis dépendait d'un système de gauchissement des ailes. La déformation des bouts d'aile était réalisée par des tirants qui, ainsi que les câbles de contreventement qui renforçaient l'aile elle-même, étaient fixés au sommet d'une structure pyramidale située au-dessus et en avant du poste de pilotage, découvert, comme sur le Blériot XI.
Les empennages se composaient d'un plan horizontal placé sous le fuselage et d'un plan vertical entièrement mobile articulé à l'extrémité arrière du fuselage lui-même. Le train d'atterrissage se composait d'une paire de roues à rayons placées sous l'avant de l'avion, à la structure de support de laquelle deux patins en bois étaient également liés dans une fonction anti-renversement et à l'arrière d'un patin de queue placé entre le bord de fuite de l'aile et le bord de fuite de l'empennage horizontal.
Le groupe motopropulseur se composait d'un moteur Anzani à 3 cylindres en éventail de 25/28 CV et d'une hélice bipale en bois à pas fixe, placée à la tête de l'avion en position de traction.

## Utilisation opérationnelle
Le Caproni Ca.8 effectua son premier vol le 13 juin 1911. Il effectua ensuite une série de vols d'essai et quelques démonstrations publiques réalisées au profit des spectateurs de Vizzola Ticino et des environs. Très appréciées du public ces évènements sont rapidement devenus des rendez-vous réguliers, occasions d'élégantes mondanités.
Par la suite, le Ca.8 a rempli avec succès le rôle d'avion d'entraînement. L'école de pilotage créée par la société Caproni e Agostini Aviazione a formé une dizaine de pilotes sur le Ca.8 au cours de l'été 1911. Parmi eux, Costantino Quaglia (qui aurait participé à la campagne de Libye en tant qu'aviateur), Enrico Cobioni (qui aurait par la suite battu plusieurs records et deviendrait l'instructeur principal de l'école elle-même), Costantino Biego (qui aurait alors commandé les aviateurs du bataillon du service aérien) et le russe Constantine Akakew (qui en 1921 deviendra le premier commandant de l'armée de l'air soviétique),.